# CHEMISTRY TOUR 2012 〜Trinity〜
『CHEMISTRY TOUR 2012 〜Trinity〜』（ケミストリー・ツアー にせんじゅうに 〜トリニティ〜）は、CHEMISTRYのライブ・アルバム。2012年11月21日デフスターレコーズから発売された。

## 解説
『CHEMISTRY TOUR 2012 〜Trinity〜』ファイナルである、2012年4月7日の沖縄/那覇市民会館公演を中心とする音源収録したライブ・アルバム。本作は30曲の通常盤（2CD）32曲の初回限定生産盤（4CD+1DVD）の2形態での発売。（初回限定生産盤は通常盤収録全曲・Disc1～4のMC・Disc4「Naturally Ours」「赤い雲 白い星」を収録）

## 収録曲

### 初回生産限定盤

#### Disc1 CHEMISTRYパート1
1. 遠影 feat. John Legend [5:16]
作詞：麻生哲朗／作曲・編曲：谷口尚久
2. 君をさがしてた 〜The Wedding Song〜 [4:58]
作詞・作曲：KAWAGUCHI DAISUKE　編曲：DOI MANAO
3. Dreamy Life [4:03]
作詞：Jam／作曲：Jon Asher・John Eugene Wesley／編曲：江上浩太郎
4. MC [0:56]
5. nothing [4:08]
作詞：古内東子／作曲：葛谷葉子／編曲：OCTOPUSSY
6. NONONO [4:14]
作詞・作曲・編曲：竹本健一
7. deep inside of you [5:11]
作詞：大智／作曲：大智・宮崎誠／編曲：youwhich
8. Independence [5:09]
作詞：田中秀典／作曲：大智／編曲：吉岡たく

#### Disc2 川畑要ソロパート
1. New Arrival [4:13]
作詞：田中秀典／作曲：Super Changddai・URU／編曲：Super Changddai（슈퍼 창따이）[1]
2. Flyin' to the sunrise [3:44]
作詞：田中秀典／作曲：Super Changddai・URU／編曲：Super Changddai
ユピテル「YERA」CMソング
3. MC1 [1:08]
4. sub-way [4:00]
作詞：合山瑞枝／作曲：川畑要・UTA／編曲：UTA
5. STOP [4:55]
作詞：川畑要・yellow Rubato／作曲・編曲：yellow Rubato
6. HERO [4:36]
作詞：NICE73／作曲：川畑要・LeeON／編曲：LeeON（이재명）[2]
7. MC2 [1:39]
8. Sweet Pain [5:16]
作詞・作曲：川畑要・谷口尚久／編曲：谷口尚久
9. TOKYO GIRL [3:45]
作詞：STY／作曲：STY・UTA／編曲：UTA

#### Disc3 堂珍嘉邦ソロパート
1. Failure [5:11]
作詞：堂珍嘉邦／作曲：堂珍嘉邦・Solaya・Josh “Igloo" Monroy／編曲：Josh “Igloo" Monroy
2. Adored [3:47]
作詞：堂珍嘉邦／作曲・編曲：Ali
3. Lucid dream [4:51]
作詞：堂珍嘉邦・Ali／作曲・編曲：Ali
4. なわけないし [5:01]
作詞：堂珍嘉邦・Ali／作曲・編曲：Ali
5. MC [2:49]
6. She knows why [5:09]
作詞：堂珍嘉邦／作曲：堂珍嘉邦・Josh Wilbur・Kevin Billingslea／編曲：Josh Wilbur・Kevin Billingslea
7. Believe [4:13]
作詞：堂珍嘉邦・Jam／作曲：Fredro Odesjo・竹本健一・内田智之・堂珍嘉邦／編曲：竹本健一
8. 悲しみシャワー [5:34]
作詞：百田留衣・堂珍嘉邦／作曲：百田留衣／編曲：堂珍嘉邦・Jin Saito・Ali

#### Disc4 CHEMISTRYパート2
1. 夜明け ～DAWN～ [4:49]
作詞：川畑要・MIZUE／作曲：Nina Ossoff・Kathy Sommer・Jason Nevins ／編曲：UTA
2. Naturally Ours [5:26]
作詞：浅田信一／作曲：和田昌哉／編曲：和田昌哉・光田健一
3. So in Vain [6:19]
作詞：Juve／作曲：為岡そのみ／編曲：益田トッシュ
4. MC1 [0:28]
5. Trinity [4:21]
作詞：Jam／作曲：Jon Asher・John Eugene Wesley／編曲：江上浩太郎
6. Life goes on [3:47]
作詞・作曲：川畑要・堂珍嘉邦・谷口尚久／編曲：Tomokazu"T.O.M"Matsuzawa
7. 赤い雲 白い星 [7:58]
作詞：YO-KING／作曲：Lori Fine／編曲：藤本和則・田中義人
8. PIECES OF A DREAM [6:38]
作詞：麻生哲朗／作曲・編曲:藤本和則／ヴォーカル・アレンジ：和田昌哉・藤本和則
9. eternal smile [5:39]
作詞：MIZUE／作曲・編曲：KO-ICHIRO
10. MC2 [2:43]
11. BACK TOGETHER AGAIN [5:35]
作詞：小山内舞／作曲：今井大介／編曲：柿崎洋一郎
12. キスからはじめよう [5:06]
作詞・作曲：合山瑞枝／編曲：宗像仁志
13. MC3 [3:59]
14. TWO [6:18]
作詞：麻生哲朗／作曲・編曲：藤本和則／ヴォーカル・アレンジ：和田昌哉・藤本和則
15. MC4 [5:02]

#### Disc.5 DVD 「TOUR2012 -Trinity- Making Film」
1. Backstage
2. Rehearsal
3. Before the Show
4. CHEMISTRY Part1
5. Kawabata Kaname Part
6. Dochin Yoshikuni Part
7. CHEMISTRY Part2
8. Encore～ending

### 通常盤

#### Disc1 CHEMISTRYパート1～川畑要ソロパート
1. 遠影 feat. John Legend
2. 君をさがしてた 〜The Wedding Song〜
3. Dreamy Life
4. nothing
5. NONONO
6. deep inside of you
7. Independence
8. New Arrival
9. Flyin' to the sunrise
10. sub-way
11. STOP
12. HERO
13. Sweet Pain
14. TOKYO GIRL

#### Disc2 堂珍嘉邦ソロパート～CHEMISTRYパート2
1. Failure
2. Adored
3. Lucid dream
4. なわけないし
5. She knows why
6. Believe
7. 悲しみシャワー
8. 夜明け～DAWN～
9. So in Vain
10. Trinity
11. Life goes on
12. PIECES OF A DREAM
13. eternal smile
14. BACK TOGETHER AGAIN
15. キスからはじめよう
16. TWO

### 特典
- 初回出荷のみ全仕様共通
  - 4種の内1種ランダムに含まれるフォトカード
- 初回限定盤のみ
  - 100ページ写真集、4面デジパック、三方背スリーブ